# Фанхоф, Хенк
Хендрикус Якоб «Хенк» Фанхоф (нидерл. Hendrikus Jacobus "Henk" Faanhof, 29 августа 1922, Амстердам, Нидерланды — 27 января 2015, там же) — нидерландский велогонщик, чемпион мира (1949).

## Биография
Начал заниматься велоспортом на велодроме олимпийского стадиона Амстердама. Был номинирован на летние Олимпийские игры 1940 г., которые не состоялись из-за начала Второй мировой войны. Изучал инженерное в Делфте и работал в авиастроительной компании Fokker, был интернирован немецкими оккупационными войсками на принудительные работы в Лейпциг. Через несколько дней после окончания войны вернулся в Амстердам и первоначально зарабатывал на жизнь в качестве певца в группе, которая выступала перед канадскими и американскими солдатами. Также работал сварщиком и возобновил тренировки.
На летних Олимпийских играх в Лондоне (1948) в ходе выступлений в индивидуальной шоссейной гонке не смог финишировать вследствие падения, гонке на время команды, в командной гонке преследования также остался без медалей. В следующем году чемпионате мира в Копенгагене (1949) выиграл шоссейную гонку среди любителей, затем победил в любительском зачете велогонки Acht van Cham. В 1950-х гг. являлся известных спринтером голландской велокоманды Kees Pellenaars.
С 1951 по 1954 гг. трижды участвовал в Тур де Франс, в 1954 г. выиграл её девятый этап.
После завершения спортивной карьеры основал в Амстердаме успешную сталелитейную компанию, также в течение многих лет являлся председателем спортивного общества ASC Olympia. Был известен своей версией исполнения легендарной песни My Way Фрэнка Синатры.

## Основные достижения
1949
 Чемпион мира среди любителей в шоссейной гонке
1950
Acht van Chaam
1951
GP de Marmignolles
1952
Hoensbroek
Alphen aan de Rijn
1954
Тур де Франс:
победитель 9 этапа